# La Place de l'autre
La Place de l'autre est une pièce de théâtre de l'auteur dramatique français Jean-Luc Lagarce écrite en 1979 et enregistrée par France Culture en 1980.

## Personnages
- Elle, debout
- Lui, assis

## Argument
Elle est debout et il est assis. Chacun s'accommode de sa situation mais cherche aussi à prendre la place de l'autre, qui semble bien meilleure,.

## Mises en scène
- 2013 : mise en scène Camille Giry, Théâtre du Gouvernail[3]
- 2009 : mise en scène Aurélien Cohen, Théâtre de l'Intervalle[4]